# Kombori
 Kombori là một tổng thuộc  tỉnh Kossi ở phía tây Burkina Faso. Thủ phủ là thị xã Kombori. Theo điều tra dân số năm 1996, tổng này có tổng dân số 9.610 người.

## Các thị xã và làng xã
- Thị xã Kombori	(1 586 dân) (thủ phủ)
- Abaye	(791 dân)
- Aourèma	(584 dân)
- Ba-Peulh	(127 dân)
- Daga	(201 dân)
- Gani	(623 dân)
- Kolonkani-Ba	(218 dân)
- Konna	(857 dân)
- Lonani	(239 dân)
- Magadian	(1 083 dân)
- Ouori	(571 dân)
- Sanakadougou	(978 dân)
- Sassambari	(321 dân)
- Siekoro	(455 dân)
- Siewali	(301 dân)
- Siguidé	(150 dân)
- Yaran	(525 dân)